# 陈达植
陈达植（1937年—），湖北武汉人，中国人民解放军将领、中国人民解放军中将。 
1997年，授予中国人民解放军中将，曾任总装备部副部长。 